# Geum pyrenaicum
Geum pyrenaicum är en rosväxtart som beskrevs av Philip Miller. Geum pyrenaicum ingår i släktet nejlikrotsläktet, och familjen rosväxter. Inga underarter finns listade i Catalogue of Life.

## Bildgalleri

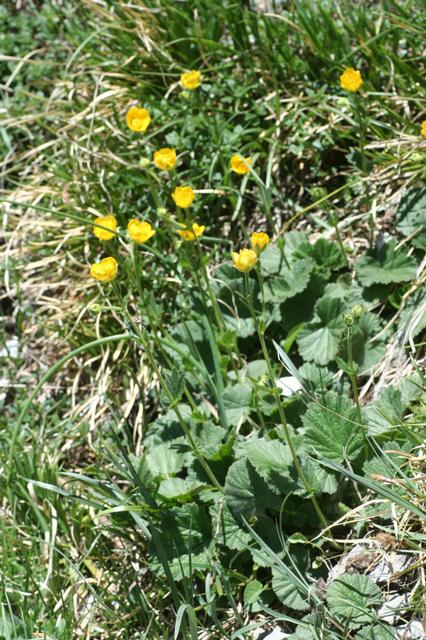
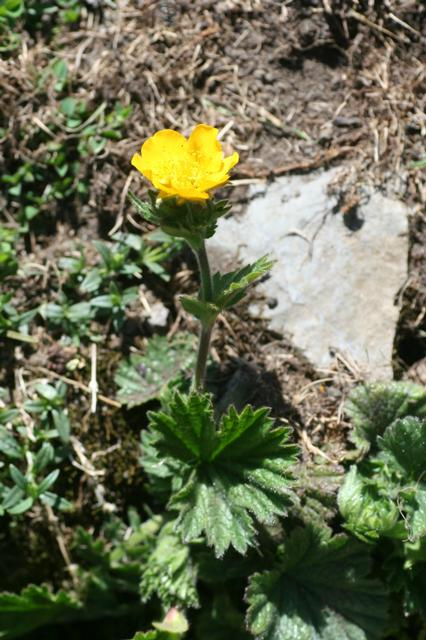
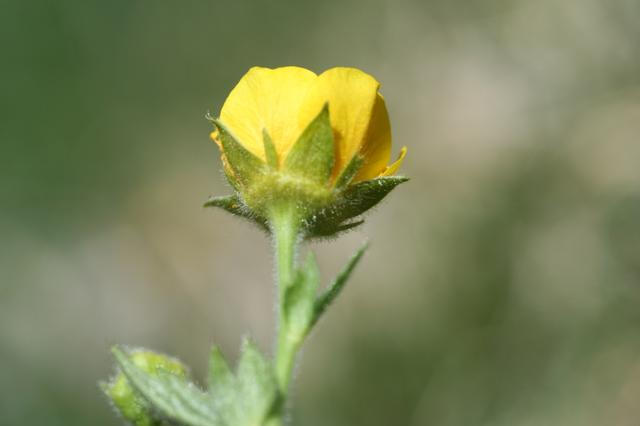
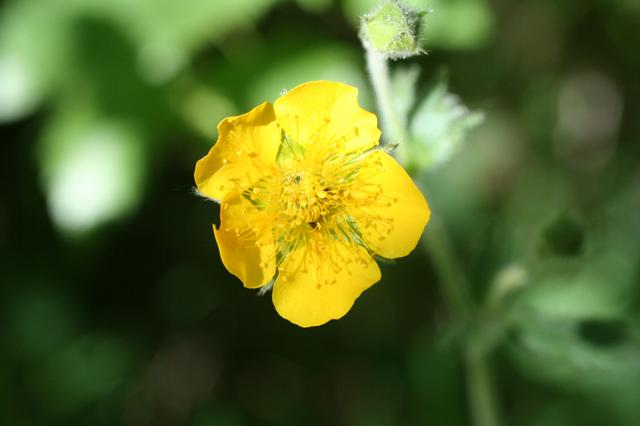
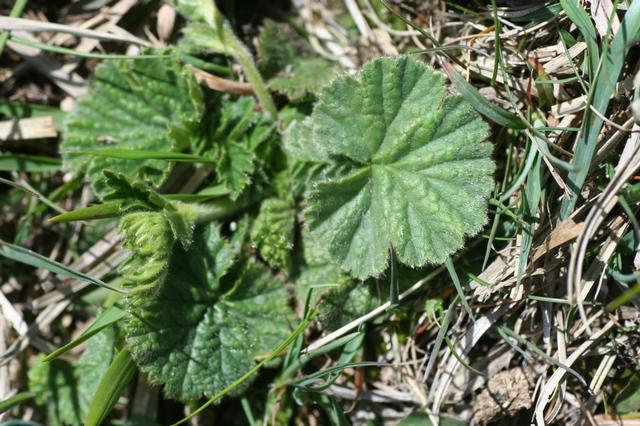